# Трогон
Трогон (Trogon) — рід кілегрудих птахів родини трогонових (Trogonidae) монотипового ряду трогоноподібних (Trogoniformes). Представники роду мешкають у лісах та рідколіссях Центральної та Південної Америки від Аризони до Аргентини. Вони мають великі очі, товстий гачкуватий дзьоб, короткі крила і довгий, прямокутний хвіст. Яскраво виражений статевий диморфізм — самці мають барвисте забарвлення, а самиці та молодь маскувального кольору. Яйця блакитні або блакитно-білі.

## Класифікація
Рід містить понад 20 видів:
- Трогон панамський Trogon bairdii
- Трогон синьоголовий, Trogon caligatus
- Трогон білохвостий, Trogon chionurus
- Трогон цитриновий Trogon citreolus
- Трогон коста-риканський Trogon clathratus
- Трогон темноволий Trogon collaris
- Трогон білоокий Trogon comptus
- Курукуї Trogon curucui
- Трогон ошатноперий Trogon elegans
- Трогон червонодзьобий Trogon massena
- Трогон чорноволий Trogon melanocephalus
- Трогон чорнохвостий Trogon melanurus
- Трогон еквадорський Trogon mesurus[2]
- Трогон гірський Trogon mexicanus
- Трогон масковий Trogon personatus
- Трогон амазонійський Trogon ramonianus[3]
- Трогон жовтогрудий Trogon rufus
- Сурукура Trogon surrucura
- Трогон фіолетововолий Trogon violaceus
- Трогон синьоволий Trogon viridis типовий